# Syndroom van Da Costa
Het syndroom van Da Costa is een vorm van een angststoornis die voor het eerst werd waargenomen bij soldaten in de Amerikaanse Burgeroorlog.
Het syndroom veroorzaakt symptomen gelijk aan een hartziekte, terwijl de patiënt in werkelijkheid fysiek gezien niets mankeert.
De symptomen bestaan normaal uit vermoeidheid na lichamelijke inspanning, gecombineerd met kortademigheid, hartkloppingen, zweten, pijn in de borst en soms zelfs flauwvallen. De symptomen kunnen toenemen als de patiënt zich blijft inspannen. Er wordt vermoed dat het syndroom deels te wijten is aan hyperventilatie.